# Altenkessel
Altenkessel (ⓘ) ist ein westlicher Stadtteil und Distrikt von Saarbrücken im Saarland im Stadtbezirk West. Er trägt die Stadtteilnummer 23.

## Geographie

### Lage
Beginnend vom nördlichen Saartal erstreckt sich Altenkessel bis auf die Höhen des Pfaffenkopfes. Der Ort liegt an der Barockstraße SaarPfalz.

### Ortsteile
Altenkessel besteht aus der Colonie Altenkessel, Großwald, Luisenthaler Glashütte, Neudorf und Rockershausen.

## Geschichte
Der Ort entstand im 19. Jahrhundert als Bergarbeiterwohnort wegen der Steinkohlevorkommen.  Am 7. Februar 1962 geschah unter Altenkessel in der benachbarten Grube Luisenthal ein großes Grubenunglück mit 299 toten Bergleuten.
1929 wurde die Kirche St. Elisabeth erbaut.
Am 1. Januar 1974 wurde die Gemeinde Altenkessel in die Landeshauptstadt Saarbrücken eingegliedert.

## Wappen
Das Wappen wurde am 15. Juli 1952 genehmigt.
Blasonierung: „Unter silbernem Schildhaupt, darin schräggekreuzt ein schwarzes Eisen und ein schwarzer Schlägel, überdeckt mit einer schwarzen Grubenlampe, von Rot und Silber schräggeteilt, oben ein silbernes Ankerkreuz, unten ein blauer Anker.“
Die Gemeinde entstand als Bergmannssiedlung nach 1852, worauf die Bergmannsembleme hinweisen. Der Schiffsanker steht für den an der Saar gelegenen Ortsteil Rockershausen, während das Ankerkreuz aus dem Wappen von Püttlingen entnommen ist, mit der die Gemeinde bis 1947 in einem Amt zusammengefasst war und zu der das Gemeindegebiet bis zur Gründung der Gemeinde Altenkessel gehörte.
Das Wappen wurde von A. Dochtermann gestaltet.

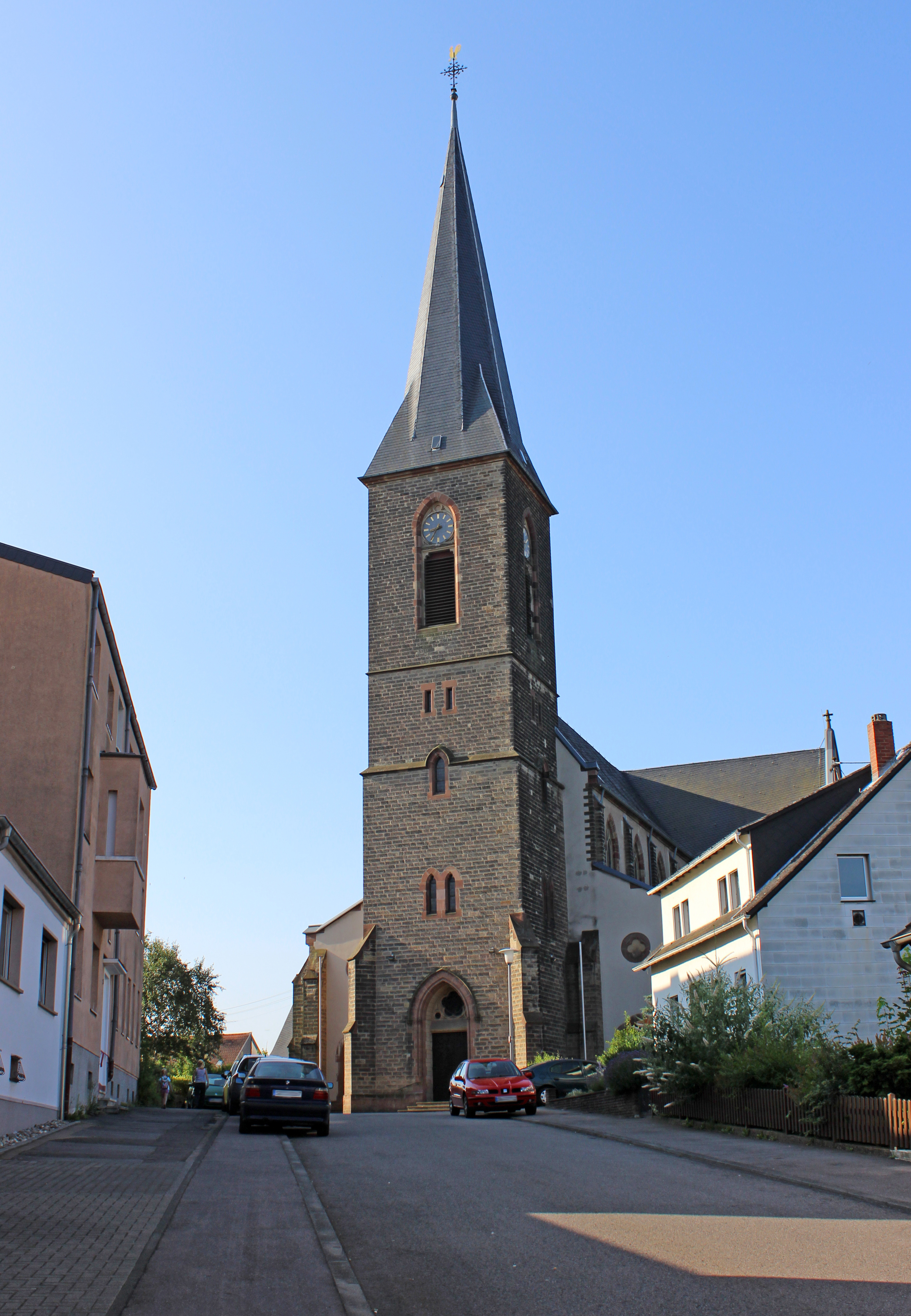
Die katholische Pfarrkirche St. Johannes Baptista in Altenkessel

## Kultur und Sehenswürdigkeiten

### Bauwerke
In Altenkessel gibt es mehrere Bauwerke, die als Einzeldenkmäler in der Denkmalliste des Saarlandes aufgeführt sind. Dazu zählen u. a. die 1928–29 von Ludwig Becker und Anton Falkowski entworfene katholische Pfarrkirche St. Elisabeth in der Beethovenstraße, der ehemalige katholische Betsaal in der Gerhardstraße für die Belegschaft der Grube Gerhard von 1870, der später zu Wohnzwecken umgebaut wurde, die evangelische Lutherkirche in der Hasenstraße, erbaut 1886–87 nach Plänen von Carl Friedrich Müller und in der Kirchstraße die katholische Pfarrkirche St. Johannes Baptista, entstanden in den Jahren 1902–03 nach einem Entwurf von Wilhelm Hector.

### Grünflächen und Naherholung
Altenkessel grenzt direkt an das ausgedehnte Waldgebiet des Saarkohlenwaldes.

## Öffentliche Einrichtungen
In Altenkessel befindet sich das Schwimmbad Alsbachbad.

## Persönlichkeiten

### Söhne und Töchter der Stadt
- Luise Herrmann-Ries (1904–1971), saarländische Politikerin (KPD) und Frauenrechtlerin

- Michael Schulien (1888–1968), katholischer Priester, Steyler Missionar, Apostolischer Visitator
- Leonhard Lorscheider (1902–1978), Ministerialbeamter und Landrat von St. Wendel und Saarbrücken
- Günther Schacht (1929–2012), saarländischer Politiker (CDU)
- Frank Farian (1941–2024), deutscher Musikproduzent, Komponist und Sänger.
- Ulrich Schacht (* 1956), saarländischer Politiker (CDU)
- Kevin Körber (* 1984), Moderator und Redakteur

## Trivia
Der Ortsteil Neudorf wird im Volksmund auch Kamerun genannt.